# Astrologia asteca

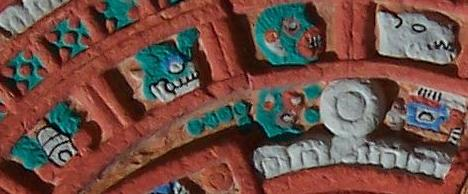
Canya, herba, mico i gos

El calendari astrològic asteca, amb similituds a la resta de calendaris astrològics mesoamericans es va trobar en forma de disc de pedra.
Representava la lluita contra el pessimisme indígena a través d'uns missatges celestes; d'aquí la importància que concedia als terratrèmols, eclipsis, pas d'estels, etc. El primer element de l'horòscop asteca era la vida, a la qual es representava amb la figura del caiman (cipactli). A aquest li seguien la casa (calli), la flor o herba (xochitl), la serp (coatl), el cérvol (mazatl), el jaguar (ocelotl), la canya (àcatl), el conill (tochtli), l'àguila (cuauhtli), el mico (ozomatli), el sílex (tecpatl) i el gos (itzcuintli). Dotze elements, animals i vegetals que formaven tres tipus de Calendaris: l'any solar, format per 365 dies que es dividien en 20 mesos de 20 dies i 5 dies addicionals; l'any sagrat, compost de 260 dies a raó de 20 signes (els dotze de l'any solar més: vent (ehecatl), aigua (atl), moviment (ollin), pluja (quiahuitl), voltor (cuetzpallin), llagardaix (cuetzpallin), herba seca (malinalli), mort (miquiztli)),que es multiplicaven per 13 nombres; i l'any de Venus, la relació del qual amb el solar era de 8 a 5; és a dir, per cada 8 anys solars s'afegiran 5 venusins.